# Crossobamon eversmanni
Espèce
Synonymes
- Gymnodactylus eversmanni Wiegmann, 1834
- Crossobamon atropunctatus 
Lichtenstein & Von Martens, 1856
- Stenodactylus lumsdenii Boulenger, 1887
- Stenodactylus maynardi Smith, 1933

Crossobamon eversmanni est une espèce de geckos de la famille des Gekkonidae.

## Répartition
Cette espèce se rencontre dans le nord de l'Iran, au Pakistan, en Afghanistan, au Turkménistan, en Ouzbékistan, au Tadjikistan et dans le sud du Kazakhstan.

## Habitat
Ce gecko se rencontre dans les dunes et le bush.

## Description
Ce gecko a une queue fine et large, une tête relativement triangulaire avec de grands yeux, et de longs et fins membres.

## Liste des sous-espèces
Selon The Reptile Database (16 septembre 2012) :
- Crossobamon eversmanni eversmanni (Wiegmann, 1834)
- Crossobamon eversmanni lumsdenii (Boulenger, 1887)

## Étymologie
Cette espèce est nommée en l'honneur de  Eduard Friedrich von Eversmann.

## Publications originales
- Boulenger, 1887 : Catalogue of the Lizards in the British Museum (Nat. Hist.) III. Lacertidae, Gerrhosauridae, Scincidae, Anelytropsidae, Dibamidae, Chamaeleontidae. London, p. 1-575 (texte intégral).
- Wiegmann, 1834 : Herpetologia mexicana, seu Descriptio amphibiorum Novae Hispaniae quae itineribus comitis De Sack, Ferdinandi Deppe et Chr. Guil. Schiede in Museum zoologicum Berolinense pervenerunt. Pars prima saurorum species amplectens, adjecto systematis saurorum prodromo, additisque multis in hunc amphibiorum ordinem observationibus. Lüderitz, Berlin, p. 1-54 (texte intégral).